# Гуровка (Омская область)
Гу́ровка — село в Тюкалинском районе Омской области. Входит в Бекишевское сельское поселение.

## Физико-географическая характеристика
Деревня расположена в 48 км к юго-востоку от города Тюкалинска.
Село расположено на западе Тюкалинского района, в северной лесостепи в пределах Ишимской равнины, относящейся к Западно-Сибирской равнине. В окрестностях имеются берёзовые колки, в понижениях — небольшие болотца. К северу от деревни — болото Ближнее. Почвы — лугово-чернозёмные солонцеватые и солончаковые. Высота над уровнем моря 109 м.
По автомобильным дорогам расстояние до административного центра сельского поселения села Бекишево — 7 км, до районного центра города Тюкалинск — 48 км, до областного центра города Омск — 99 км. В 2 км к северу от деревни проходит федеральная автодорога Р254 Тюмень — Ишим — Омск.

## История
Основана в 1909 году. Основатели — 10 семей из Новоузенского уезда Самарской губернии. До 1917 года в составе Бекишевской волости Тюкалинского уезда Тобольской губернии. В 1928 году состояла из 22 хозяйств, основное население — немцы. В составе Бекишевского сельсовета Тюкалинского района Омского округа Сибирского края.

## Население
| 1920 | 1926 | 1970 | 2010 |
| ---- | ---- | ---- | ---- |
| 130  | ↘124 | ↗251 | ↘92  |